# Sheri Moon Zombie
Sheri Moon Zombie, również Sheri Moon (ur. jako Sheri Lyn Skurkis 26 września 1970 w San Jose, Kalifornia, USA) – amerykańska aktorka i projektantka mody. Od 31 października 2002 roku żona muzyka rockowego i reżysera Roba Zombie. Wystąpiła w czterech filmach męża: Domu tysiąca trupów (House of 1000 Corpses, 2003), w jego sequelu – Bękartach diabła (The Devil’s Rejects, 2005), w remake’u Halloween (2007) i w jego sequelu – Halloween II (2009). Po rolach w tych filmach okrzyknięto ją "Królową krzyku" oraz ikoną żeńskiego seryjnego mordercy współczesnej sceny horroru. W 2013 wydano The Lords of Salem, piąty kinowy film Zombie. Moon zagrała w nim główną rolę, postać DJ-ki radiowej Heidi Hawthorne. Później pojawiła się w horrorze 31 (2016).
Zanim wyszła za Roba Zombie, który przyczynił się do rozwoju jej kariery, była modelką i zajmowała się tańcem.
Wspólnie z Billem Moseleyem odebrała nagrodę Chainsaw Award w kategorii Związek z Piekieł za rolę w filmie Bękarty diabła. W 2007 roku przyznano jej także nagrodę Eyegore Award.

## Filmografia
- 2003: Dom tysiąca trupów (House of 1000 Corpses) jako Baby Firefly
- 2004: Krwawa masakra w Hollywood (Toolbox Murders) jako Daisy Rain
- 2005: Bękarty diabła (The Devil’s Rejects) jako Baby Firefly
- 2007: Grindhouse jako Eva Krupp
- 2007: Halloween jako Deborah Myers
- 2009: Halloween II jako Deborah Myers
- 2009: The Haunted World of El Superbeasto jako Suzi-X (głos)
- 2012: The Lords of Salem jako Heidi Hawthorne
- 2016: 31 jako Charly